# Robert I de Conversano
Robert I de Bassunvilla (Basunvilla, Bassonville) (d. 1138 sau 1140) a fost un baron normand din Molise, a cărui familie își avea originea în Vassonville, în apropiere de Dieppe.
În 1110, Robert s-a căsătorit cu Iudith, fiica mai tânără a contelui Roger Bosso de Sicilia cu cea de a doua sa soție, Eremburga de Mortain.
În 1132, contele Alexandru de Conversano, a fugit în Dalmația, drept pentru care a fost deposedat de teritoriile sale de către regele Roger al II-lea al Siciliei. În 1135, Roger a conferit Principatul de Capua fiului său Alfons, iar comitatul de Conversano cumnatului său, Robert, "un bărbat în floarea vârstei, atât afabil cât și printre cei mai activi în fapte cavalerești", după cum descrie cronicarul Alexandru din Telese.
Robert a murit la scurtă vreme după aceea și a fost urmat de către fiul său, Robert.